# Раджапакса, Махинда
Перси Махендра «Махинда» Раджапа́кса (синг. පර්සි මහේන්ද්‍ර රාජපක්ෂ, там. மகிந்த ராஜபக்ச, англ. Percy Mahendra 'Mahinda' Rajapaksa; род. 18 ноября 1945, Виракетия, Шри-Ланка) — президент Шри-Ланки (2005—2015), премьер-министр Шри-Ланки (2004—2005, 2018, 2019—2022). Один из лидеров Партии свободы Шри-Ланки, входящей в Народный альянс. Первый политик Шри-Ланки, который два срока был на посту президента и четырежды был премьер-министром.

## Биография
Родился в Южной провинции в семье юриста, избиравшегося депутатом парламента в 1947—1960 годах. По образованию также юрист (учился в колледже в Галле и в университете Коломбо). В 1960-х занялся профсоюзной деятельностью, стал членом Цейлонского торгового союза, в 1967 году избран секретарём отделения профсоюза. В 1970 году стал самым молодым в истории страны депутатом парламента. Левоцентрист. В 1994—2001 годах работал в правительстве Шри-Ланки — сначала как министр труда (разработал прогрессивный трудовой кодекс, который был отвергнут под нажимом со стороны крупного бизнеса), затем как министр рыболовства. В 2001—2004 годах лидер оппозиции в парламенте.
После победы в 2004 году Народного альянса (блок ПСШЛ и левой националистической сингальской партии «Джаната Вимукти Перамуна» (ДВП)) на объявленных президентом Кумаратунгой досрочных парламентских выборах избран премьер-министром. Его деятельность по ликвидации последствий разрушительного цунами 26 декабря 2004 года (см. Землетрясение в Индийском океане в 2004 году) была высоко оценена в стране и за её пределами.
Избран президентом в ходе выборов 17 ноября 2005 года (получил 50,3 % голосов), назначенных в связи с решением Верховного суда Шри-Ланки о том, что президентский срок предыдущего президента Ч. Кумаратунги заканчивается в декабре 2005 года. После этого пост премьер-министра занял Ратнасири Викреманаяке.
Был переизбран президентом Шри-Ланки 27 января 2010 года, получив 57,88 % голосов.
9 февраля 2010 года издал указ о роспуске парламента и распорядился об аресте лидера оппозиции Саратха Фонсеки(в сентябре 2010 года военный трибунал приговорил Фонсеку к трём годам лишения свободы за коррупцию), взяв, таким образом, резкий курс на отход от демократии в сторону авторитаризма.
Выдвигался на третий срок на выборах 2015 года, но не был переизбран.
Основал новую партию — Народный фронт Шри-Ланки, которая заняла первое место на местных выборах 11 февраля 2018 года.
26 октября 2018 года начался второй краткий его срок в качестве премьер-министра, а 21 ноября 2019 года он вновь стал премьер-министром после избрания президентом его брата Готобаи Раджапакса.
В мае 2022 года в связи с массовыми протестами из-за острой нехватки товаров первой необходимости, продуктов и топлива ушёл в отставку с поста премьер-министра.

## Награды
- Орден Звезды Палестины (Палестинская национальная администрация, 2014 год)[10].
- Именное огнестрельное оружие (30 июня 2010, Украина)[11]